# Vera Fokina

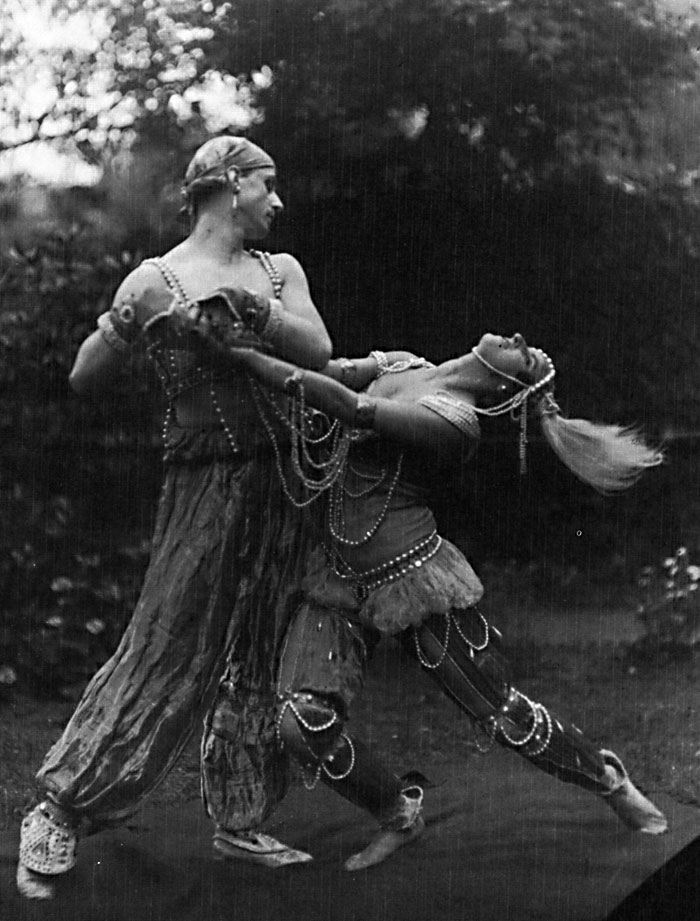
Vera Fokina med maken Michel Fokine i Schéhérazade på Stockholmsoperan 1914.

Vera Fokina, (egentligen Vera Petrovna Antonova) född 3 augusti 1886, död 29 juli 1958 i New York, var en rysk-amerikansk ballerina av portugisisk-judisk härstamning.

## Biografi
Fokina blev 1899 elev vid Kejserliga balettskolan i Sankt Petersburg. Hon gifte sig 1906 med dansaren och koreografen Michel Fokine. Fokina genomförde gästföreställningar med sin make i Stockholm 1913 och 1914. Paret bodde i Sverige 1917–1919 och 1925.
Hon tilldelades medaljen Litteris et Artibus 1914.

## Rollfoton

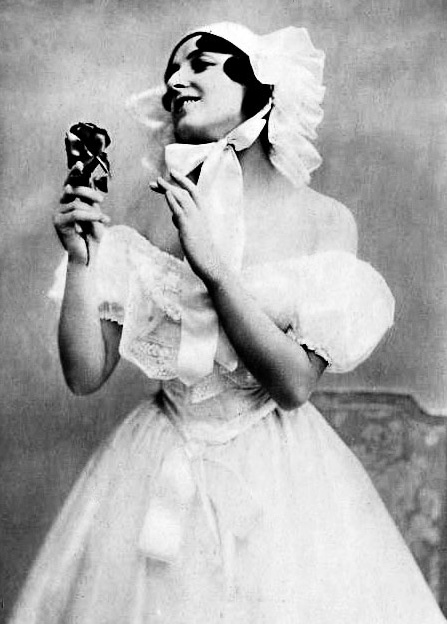
I Rosendrömmen 1914.
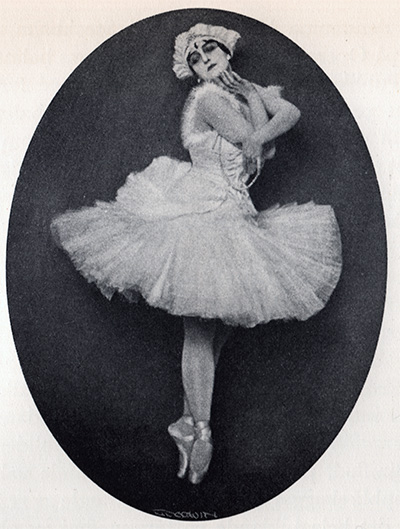
I Den döende svanen.